# Erziehungsgehalt
Das Erziehungsgehalt (Synonyme: Betreuungsgeld; manchmal auch Erziehungsprämie, Erziehungsbonus, auch Hausfrauengehalt genannt) bezeichnet staatliche Geldleistungen für die in den Familien geleistete Arbeit zur Versorgung und Erziehung von Kindern und die Neubewertung dieser Versorgungsarbeit im Hinblick auf die Rente. Modelle des Erziehungsgehalts wurden vor allem in den skandinavischen Staaten Finnland, Norwegen und Schweden umgesetzt.
In Deutschland wird seit etwa 1983 ein Erziehungsgehalt diskutiert. Derzeit findet in Deutschland eine sehr kontrovers geführte Diskussion über das Erziehungsgehalt bei Kindern unter drei Jahren als Alternative zur Kinderkrippe statt. Politiker und Medien, die das Betreuungsgeld kritisieren, verwenden – dann oft mit pejorativer Konnotation – die Begriffe Herdprämie oder Bildungsabwendungsprämie (siehe unten). Befürworter verwenden entsprechend meliorative Begriffe, um das Erziehungsgehalt positiv darzustellen.

## Modelle
In einigen Modellen wird eine Vollzeit-Tätigkeit in Familienarbeit zur Bedingung gemacht; andere sehen vor, die Förderung von Betreuungseinrichtungen von einer Förderung der Einrichtungen (Objektförderung) auf eine Förderung für die Familien (Subjektförderung) umzustellen (z. B. im Kindergartenalter teilweise, davor ganz). Jede Familie könnte wählen, ob sie für das erhaltene Geld eine Betreuung durch Dritte (z. B. Verwandte, Kindergarten) kauft oder die Betreuung lieber selber leistet und das erhaltene Geld behält.
Von den vielen verschiedenen Modellen seien folgende erwähnt:
- das „Erziehungsgehalt 2000“ des Deutschen Arbeitskreises für Familienhilfe[1]
- das „Erziehungsgehalt“ der „Landesarbeitsgemeinschaft Familienpolitik“ der Linkspartei Saarland (u. a. Christa Müller)[2][3] das jedoch auf dem Bundesparteitag im Mai 2008 keine Mehrheit erhielt (siehe Abschnitt zu Müllers politischer Position),
- das Erziehungsgehalt nach dem Vorschlag des Landes Sachsen[1]
- das „Weidener Modell“ der Katholischen Arbeitnehmer Bewegung[1]
- das „Trierer Modell“ des Diözesanverband des Familienbundes der Deutschen Katholiken)[4]
- das Erziehungsgehalt der ÖDP[5]
- das Modell der Christlich-Demokratischen Arbeitnehmerschaft Deutschlands (CDA)
- das Modell der Deutschen Hausfrauengewerkschaft (dhg) (jetzt: Verband Familienarbeit e. V.[6])
- das „Kinderbetreuungsscheck“ Modell (Österreichisches Institut für Familienforschung ÖIS)

Die Modelle unterscheiden sich in Höhe und Dauer der Bezüge, Steuer- und Sozialpflichtigkeit und Finanzierung. Allen gemein ist ein gewisser Anteil an Finanzierung durch Umschichtung. Letztere wird sowohl von Befürwortern als auch von Kritikern als Argument angeführt: von Befürwortern – ein Erziehungsgehalt finanziere sich selbst – und von Kritikern – es bringe den Betroffenen keine echte Nettoverbesserung.

## Alternativen
Mögliche Form einer Anerkennung von bisher nicht oder kaum honorierter Arbeit (Familienarbeit, ehrenamtlicher Arbeit) ist ein Solidarisches Bürgergeld oder ein bedingungsloses Grundeinkommen.
Eine Alternative ist ein Familiengeld oder ein einkommensorientiertes Elterngeld. Beides wurde in Deutschland in den Diskussionen um eine Reform des Erziehungsgeldes während der Jahre vor der großen Koalition (vor 2005) diskutiert. So befürworteten CDU/CSU ein „Familiengeld“ mit einer Nettoleistung für die ersten drei Lebensjahre, das mit dem Kindergeld und Kinderfreibeträgen zu verrechnen sei; das Bundesfamilienministerium (2002–2005 unter Ministerin Renate Schmidt) stellte das Elterngeld-Konzept vor, auch angelehnt an das norwegische Eltern- und Betreuungsgeld.
Flexible Kinderbetreuung und einen Ausbau der Ganztagsschulen wird von der SPD gefordert, von den Grünen eine Kindergrundsicherung und die PDS (inzwischen in Die Linke übergegangen) verlangte Kindertagesstätten, Ganztagsschulen und ein existenzsicherndes Kindergeld.
Konzepte, die auf eine kontinuierliche Erwerbsarbeit von Müttern und auf Anreize für Väter zur Teilhabe an der Kinderbetreuung setzen, wie sie in Frankreich oder Schweden zu finden sind, werden von der Friedrich-Ebert-Stiftung bevorzugt.
Das Bundeselterngeld- und Elternzeitgesetz trat am 1. Januar 2007 in Kraft.

## Pro-Argumente
Wertschätzung, Anerkennung und Qualität familiärer Erziehungsarbeit:
- Erziehungsarbeit sei kein privates Gut. Kinder seien unser Zukunftskapital. Zurzeit wären sie einem Kollektivgut wie z. B. Umweltschutz gleichgestellt. Auch den Kindern selbst würde damit wieder mehr Bedeutung beigemessen.
- Ein Erziehungsgehalt würde eine materielle Gleichwertigkeit von familiärer Erziehungsarbeit und Erwerbstätigkeit herstellen. Familiäre Erziehungsarbeit würde entlohnt werden.
- Der Wert der Familien- und Erziehungsarbeit würde in der Öffentlichkeit oft deshalb so niedrig eingeschätzt, weil sie unbezahlt blieben und deshalb keine Leistung zu sein scheint.
- Kleine Kinder würden zu Hause durch die vertraute Bezugsperson betreut. Für viele Kinder sei es zu früh, sich von ihrer ersten Bindungsperson zu trennen. Vor allem in den alten Bundesländern der Bundesrepublik Deutschland wird, stärker als in jedem anderen Land der EU, die Meinung vertreten, dass Vorschulkinder unter der Berufstätigkeit der Mutter litten.[10] Studien belegen, dass die Frage, ob Kinder aus der Situation einen Nachteil oder auch einen Vorteil beziehen, nicht mit „Ja“ oder „Nein“ beantwortet werden kann: Die Wirkung der Berufstätigkeit auf das Kind hängt von Kontextfaktoren ab, insbesondere vom Berufskontext, von der Art der Verwendung von Zeit und Geld, von der Qualität der nichtelterlichen Kinderbetreuung und von der Zufriedenheit der Frau mit ihrer Rolle.[10] Die Thematik ist seit den 1990ern Gegenstand einer extensiven statistischen Langzeitstudie in den USA.[11]

Finanzieller Anreiz:
- Ein Erziehungsgehalt könne Vätern einen wirtschaftlichen Anreiz geben, sich mehr an dieser Arbeit zu beteiligen.

Wahlfreiheit:
- Zusätzlich wolle man bei Einrichtungen wie Kindertagesstätten in Zukunft von der Objektförderung auf eine Subjektförderung (in Form eines nicht zu versteuernden Erziehungsgutscheins) umstellen. (So wurde etwa in einer Studie des DIW auf das Gutscheinmodell hingewiesen. Zugleich wurde die Notwendigkeit von Qualitätsstandards betont.[12]) Damit könne man die außerhäusliche Betreuung fördern. Es gebe Studien, die belegen, dass ein Aufenthalt in Kindertagesstätten die Entwicklung der Kinder im Alter von einem bis drei Jahre vorantreibe, die sich aber im weiteren Lebensverlauf nivellieren. Ihr soziales Verhalten sei marginal weiter oder besser entwickelt als bei Kindern, die nur in der Familie aufgewachsen sind. Dieser Erziehungsgutschein würde außerdem die Wahlfreiheit der Eltern bei der Auswahl des Betreuungsplatzes erhöhen und ihre Nachfrageposition stärken. Diese Umschichtung von Fördermitteln stelle eine wichtige Säule für die solide Finanzierung dieses Modells dar.
- Des Weiteren hätten die Eltern mit dem Erziehungsgehalt die Entscheidungsfreiheit, ob sie ihre Kinder zum Teil außerhäuslich betreuen ließen oder dies selbst übernehmen wollten.

Wirtschaftliche Situation Erziehender:
- Mütter wären, sofern das Erziehungsgehalt hoch genug wäre, nicht mehr auf ein zusätzliches Einkommen angewiesen. Dadurch könnten sie sich mehr und besser um die Kinder kümmern.
- Dass einkommensschwache Familien von Sozialhilfe und anderen soziale Leistungen unabhängig würden, hätte Vorteile, zum Beispiel eine zu erwartende positive psychologische Wirkung (DFV, S. 14).[1] Ein Erziehungsgehalt würde voraussichtlich einen erziehenden Personenkreis aus der Abhängigkeit der Sozialhilfe, mit den damit verbundenen Nachteilen der Notwendigkeit der finanziellen Offenlegung der Verhältnisse und einer möglichen Stigmatisierung, entheben. Befürworter eines Erziehungsgehalts unterstreichen, es gewähre denjenigen, die eine bewusste Wahl für eine Haus- und Erziehungstätigkeit getroffen haben, eine zumindest teilweise und vorläufige finanzielle Absicherung.
- Einer der wesentlichen Vorteile des Erziehungsgehalts wäre, je nach Modell, eine dauerhafte Grundsicherung; auch oder gerade nach der Volljährigkeit der Kinder; sie solle gewährleisten, dass die Mütter nach einem langen Ausstieg aus dem Erwerbsleben abgesichert sind, falls sie an ihren alten Arbeitsplatz nicht zurückkehren können und auch sonst keine andere geeignete Arbeit finden.

Günstiger als Kindergarten/Krippe
- Es wäre kostengünstiger, das Erziehungsgehalt zu zahlen als neue zusätzliche Plätze in Kindergärten und Krippen zu schaffen.

## Contra-Argumente
Wertschätzung, Anerkennung und Qualität familiärer Erziehungsarbeit:
- Allein durch das Erziehungsgehalt verändere sich nicht notwendig oder automatisch das Verhalten von Eltern gegenüber ihren Kindern. Anders gesagt: Zeit, die sie mehr zur Verfügung haben, kommt nicht automatisch den Kindern zugute. Das habe viel mit der Motivation der Einzelnen zu tun. Nicht selten würden sich voll Erwerbstätige sehr intensiv ihren Kindern widmen. Andere, die genügend Zeit zur Verfügung hätten, verbringen diese anderweitig. Bei der Erziehung gäbe es praktisch keine Qualitätskontrolle.
- Man befürchte auch eine Art „Verstaatlichung“ der Kindererziehung. So wurde die Frage aufgeworfen, ob ein Erziehungsgehalt überhaupt mit der elterlichen Erstverantwortung für die Kinder nach Artikel 6 des Grundgesetzes vereinbar sei (DFV, S. 4).[1] Wenn der Staat bzw. die Gesellschaft die Familien finanziell unterstütze, dann werde auch etwas als Gegenleistung erwartet. Das könne bedeuten, dass an die Familien überzogene Ansprüche hinsichtlich der Kindererziehung gestellt würden. Andererseits werden durch das staatliche Erziehungsgehalt unterhaltsverpflichtete Eltern von ihrer finanziellen Eigenverantwortung entbunden. Der Staat und damit die Gesamtheit der Steuerzahler hätten zusätzliche wirtschaftliche Lasten der Kindeserziehung zu tragen. Schichten- und integrationsspezifisch werde damit ein falsches Signal gesetzt, weil „das Leben von sozialen Transferleistungen für die sogenannten bildungsfernen Schichten komfortabler wird. Kinder werden noch mehr zu einem Einkommensfaktor“.[13]

Finanzieller Anreiz:
- Es wird kritisiert, ein einheitliches Erziehungsgehalt verleite finanziell schlecht gestellte Eltern dazu, ihre Kinder auch ohne genügende pädagogische Anregung zu Hause zu betreuen.[14] Es würde zudem vor allem auf schlecht ausgebildete Frauen ohne anderweitige Zukunftsperspektiven große Anziehung ausüben. Dort sei jedoch schon heute die Geburtenrate recht hoch, die Zukunftsaussichten der Kinder (und damit auch deren späterer Nutzen für die Gesellschaft) hingegen statistisch schlecht. Für besser ausgebildete Frauen würde hingegen eine Berufstätigkeit weiterhin finanziell interessanter sein als die Kindererziehung.
- Das Erziehungsgehalt komme in erster Linie erwerbslosen Frauen zugute. Besser ausgebildete Mütter würden ihre berufliche Karriere nicht unterbrechen und das Erziehungsgehalt voll für eine Betreuung außer Haus verwenden. Das Ziel, dass sich diese Mütter wieder mehr selbst um die Kinder kümmern können, werde damit nicht erreicht.
- Schon der derzeitige – bis zu drei Jahren dauernde – Elternzeit erschwere den Wiedereinstieg in das Erwerbsleben. Da es durch das Erziehungsgehalt zu einer Ausfallzeit von 7 oder mehr Jahren kommen kann, würde ein Wiedereinstieg vielen fast unmöglich werden. Solche Mütter würden damit dauerhaft dem Arbeitsmarkt fernbleiben, was ein gleichstellungs- und arbeitsmarktpolitischer Rückschritt wäre und die latente Armut vergrößern würde.[15] Eine Regelung zum Kündigungsschutz fehle bei diesem Modell. Ein Erziehungsgehalt – gleich welcher Ausprägung – wirke insofern der Geschlechtergleichstellung entgegen, als es längere Unterbrechungen oder gänzliche Beendigung der Erwerbstätigkeit und der damit verbundenen möglichen Einflussnahme auf die Gesellschaft favorisiere, aber, je nach Modell, nicht zur Existenzsicherung der Familie ausreiche und damit Vätern keine echten Anreize zur Familientätigkeit biete.
- Befürworter einer stärkeren Erwerbstätigkeit von Frauen bezweifeln, ob sich die zum Teil heute immer noch bestehende Ansicht, dass die Mutter für die Erziehungsarbeit zuständig sei, durch dieses Modell ändern werde und ob dadurch wirklich mehr Männer diese Arbeit übernehmen würden. So könnten Männer durch die Übernahme der Erziehungsarbeit einen gewissen Statusverlust befürchten, oder sie könnten sich der zumindest in Westdeutschland vorherrschenden Meinung der Gesellschaft anschließen, das Mutter-Kind-Verhältnis leide, wenn Frauen nach der Geburt der Kinder erwerbstätig bleiben.
- Laut Arbeiterwohlfahrt (AWO) dürfe Eltern nicht der Anreiz gegeben werden, zur Erlangung des Betreuungsgeldes die Angebote von Kindertageseinrichtungen nicht zu nutzen.[16]
- Der Deutsche Juristinnenbund kritisierte, der finanzielle Anreiz eines Betreuungsgeldes stünde der Entwicklung von sprachlichen und sozialen Kompetenzen durch eine ergänzende Betreuung, die bei einem Teil der Kinder notwendig sei, entgegen.[17]

Wahlfreiheit:
- Auch die Umstellung von der Objekt- auf die Subjektförderung würde für die Eltern, sofern die Förderung die bestehende Höhe der Unterstützung für Kinderkrippenplätze wesentlich unterschreite, zu einer hohen finanziellen Belastung insofern führen, als der Betreuungsplatz dann nicht mehr in bestehendem Maße staatlich unterstützt würde, sondern zu einem größeren Teil von der Familie selbst finanziert werden müsste. Ähnliches träfe zu, wenn der Erziehungsgutschein nur einen Teil dieser Kosten decke. Alleinerziehende wären unter Umständen gezwungen, aus finanziellen Gründen auf eine außerhäusliche Betreuung zu verzichten. In diesem Zusammenhang ist zu erwähnen, dass der DFV für den Kindergarten aufgrund seines pädagogischen Auftrags eine Kostenfreiheit (Objektförderung) favorisierte (DFV, S. 15).[1]

Wirtschaftliche Situation Erziehender:
- Der Deutsche Familienverband (DFV) kritisierte 2004 am Modell Erziehungsgehalt 2000, dass es aufgrund der Anrechenbarkeit auf die Sozialtransfers zum Beispiel Alleinerziehende mit Kind effektiv kaum besser stelle als zuvor und favorisierte daher stattdessen eine Erhöhung des (damaligen) Erziehungsgeldes (DFV, S. 3).[1]

Volkswirtschaftliche Effekte und haushaltspolitische Aspekte:
- Auch die Annahme, dass dadurch die gesamtwirtschaftliche Nachfrage steige, sei fraglich. In ähnlichen Situationen (wie z. B. Gehaltserhöhungen, Steuerermäßigungen) hat sich gezeigt, dass die Bevölkerung vor einem Konsumverhalten zuerst das Sparverhalten aktiviert.
- Ein Erziehungsgehalt oder Betreuungsgeld stünde Kritikern zufolge in Konkurrenz zu anderen familienbezogenen Investitionen, etwa zu kostenfreien Infrastrukturangeboten und Sachleistungen.

Unnütze Investition
- Wird das Betreuungsgeld durchgesetzt, würde dies Deutschland im Jahr 1,2 Milliarden Euro kosten. Auch wenn man hierfür die Kosten für professionelle pädagogische Betreuung spart, bedarf es weiterhin an Verwaltungs- und Administrationspersonal. Dieses Geld kann ebenso in den Ausbau von Kindertagesstätten investiert werden.

## Umsetzung

### Skandinavien
In Finnland wird seit 1985 ein steuerpflichtiges Kinderbetreuungsgeld gezahlt, wenn Eltern ihr unter 3-jähriges Kind zu Hause betreuen.
In Norwegen wurde 1998 ein Betreuungsgeld (norw. kontanstøtte) eingeführt. Es wird oft in Kombination mit einem Kindergartenplatz genutzt. In den ersten drei Jahren nach der Einführung erhielten es fast 80 Prozent der Eltern; in den nächsten neun Jahren sank der Anteil auf 58 Prozent. Es wird laut Angaben von Arni Hole, Generaldirektorin im norwegischen Ministerium für Kinder und Gleichstellung, in der Variante eines völligen Verzichts auf den Kindergartenbesuch nahezu ausschließlich von Unterschicht- und Einwandererfamilien genutzt. Auf den Arbeitsmarkt bezogen wird das Betreuungsgeld mit einem Rückgang der Frauenerwerbstätigkeit in Zusammenhang gebracht.
Seit 2008 gibt es in Schweden Betreuungsgeld (schwed. vårdnadsbidrag). In allen skandinavischen Ländern ist das Betreuungsgeld deutlich höher als der Zuschuss, der in Deutschland gezahlt werden soll. Es beträgt etwa 10 Prozent eines durchschnittlichen Monatseinkommenens, das bedeutet umgerechnet zwischen 320 (Finnland) und 430 Euro (Norwegen) monatlich. Es wird für Kinder unter drei Jahren gezahlt, wenn die Kinder nicht oder nur teilweise in staatlich subventionierten Kinderbetreuungseinrichtungen untergebracht sind.
Eine Meta-Studie von Anne Lise Ellingsæter, wissenschaftliche Assistentin für Soziologie an der Universität Oslo, kommt im Auftrag der Friedrich-Ebert-Stiftung (2012) über die Auswirkungen der staatlichen Zuwendungen an Eltern in Skandinavien zusammenfassend zu dem Ergebnis: In der Praxis wirke sich das Betreuungsgeld nachteilig auf die Geschlechtergerechtigkeit aus, es behindere die Erwerbstätigkeit von Müttern, bremse den Ausbau der Betreuungsangebote, und es halte Zuwandererfamilien davon ab, ihre Kinder in eine Kita zu schicken.
So nutzten 2011 in Schweden nur 2,5 Prozent der Eltern das Betreuungsgeld. 92 Prozent aller Antragsteller waren Frauen, Einwanderer waren deutlich überrepräsentiert. Schätzungen zufolge sind mehr als die Hälfte der Frauen, die das Betreuungsgeld erhalten, „ökonomisch von ihrem Partner abhängig.“ In Finnland, wo „Teilzeitarbeit keine Alternative“ und nur selten anzutreffen sei, sowie in Norwegen, das seit 2005 das Angebot an Kita-Plätzen enorm ausgebaut hat, wird mit einem steigenden negativen Effekt auf die Erwerbstätigkeit von Müttern gerechnet, und zwar „stärker bei Müttern mit asiatischer und afrikanischer Herkunft“.

### Deutschland

#### Zielsetzung
Das Modell des Erziehungsgehaltes 2000 hatte vier Ziele.
1. Es sollte die Erziehungsarbeit aufwerten und dazu beitragen, eine materielle Gleichwertigkeit von familiärer Erziehungsarbeit und Erwerbstätigkeit herzustellen.
2. Es sollte einige äußere Rahmenbedingungen für „mehr Partnerschaft in der Elternschaft“ verbessern und Mütter mit einem kleinen Kind finanziell besserstellen.
3. Die Bildung und pädagogische Begleitung der nachwachsenden Generation sollte verbessert werden. Dies kann in häuslicher und außerhäuslicher Erziehungsarbeit erfolgen. Diese wird von manchen als „gesellschaftliche Investition“ bezeichnet; das Erziehungsgehalt sollte die häusliche Erziehungsarbeit entgelten.
4. Müttern sollte ermöglicht werden, teilweise aus dem Berufsleben auszusteigen.

Es war und ist umstritten, ob bzw. in welchem Maße dieses Modell die genannten Ziele erreichen kann.
Siehe auch: Kinderkrippe #Chancenangleichung bei elterlicher Wahlfreiheit.
Bereits 1972 thematisierte der Künstler Joseph Beuys auf der Documenta 5 das Verhältnis von Leistung und Entgeltwürdigkeit: „Ist die Hausfrauenarbeit Leistung oder ist sie keine Leistung? Wenn man dazu kommt, sie als Leistung zu erkennen, muss sie abgegolten werden.“
In Deutschland wurde für Geburten zwischen 1. Januar 1986 und 31. Dezember 2006 Erziehungsgeld gezahlt, eine Ausgleichsleistung des deutschen Staates für einen Elternteil, der das Kind vorwiegend erzog.
Varianten des Konzepts Betreuungsgeld (von Kritikern abschätzig „Herdprämie“ genannt und 2007 zum Unwort des Jahres gekürt.) werden seit etwa 2006 diskutiert. Die Gesellschaft für deutsche Sprache wählte 2012 dagegen den Begriff Bildungsabwendungsprämie auf den dritten Platz des Wort des Jahres mit der Begründung „gelungener Kampfbegriff“ der Gegner.
Mit dem durch die Regierungskoalition aus CDU, CSU und SPD im Herbst 2008 beschlossenen „Gesetz zur Förderung von Kindern unter drei Jahren in Tageseinrichtungen und Tagespflege“ (BGBl. I S. 2403), welches am 16. Dezember 2008 in Kraft getreten ist, wurde in § 16 SGB VIII dieser Absatz hinzugefügt: „Ab 2013 soll für diejenigen Eltern, die ihre Kinder von ein bis drei Jahren nicht in Einrichtungen betreuen lassen wollen oder können, eine monatliche Zahlung (zum Beispiel Betreuungsgeld) eingeführt werden.“
Nach der Bundestagswahl 2009 drängte die CSU in den Koalitionsgesprächen darauf, ein Betreuungsgeld im Koalitionsvertrag zu vereinbaren. Diesem Ansinnen gaben CDU und FDP widerwillig nach. Am 12. Juni 2012 brachten die Regierungsfraktionen einen Gesetzentwurf in den Bundestag ein.
Ende August 2012 kündigte die SPD-Fraktion im Bundestag an, das Bundesverfassungsgericht anzurufen, sollte das Betreuungsgeld verabschiedet werden. Laut einem Gutachten sei das Betreuungsgeld verfassungswidrig.
Das Land Hamburg hat im Februar 2013 einen Normenkontrollantrag beim Bundesverfassungsgericht gestellt. Die von den Rechtswissenschaftlern Arndt Schmehl und Margarete Schuler-Harms verfasste Klageschrift stellt die Gesetzgebungskompetenz des Bundes in Frage und argumentiert u. a. mit einem möglichen Verstoß gegen den Gleichheitsgrundsatz des Grundgesetzes.
Ein Jahr vor dem im Herbst 2013 in Kraft tretenden Rechtsanspruch auf einen Kita-Platz fehlten von 780.000 geplanten Betreuungsplätzen für Kinder unter drei Jahren noch 220.000. Damit müssten noch mehr Plätze geschaffen werden als in den vier Jahren zuvor insgesamt.
Ab 1. Januar 2014 sollen Eltern, die das Betreuungsgeld auf ein so genanntes Bildungskonto einzahlen, einen Zuschuss von 15 Euro pro Monat erhalten.

#### Begriff „Gehalt“
Der Begriff „Gehalt“ soll verdeutlichen, dass es sich um eine Entlohnung für Leistungen handeln soll und nicht um eine Form von Sozialhilfe. „Gehalt“ steht hier nicht für ein Entgelt, wie es ein Arbeitnehmer erhält: Arbeitnehmer sind weisungsgebunden; dagegen sind die Erziehenden (bzw. ist die/der Erziehende) bei diesem Konzept genauso frei wie bisher darin, wie sie Erziehung und Fürsorge für ihr Kind ausgestalten. Denkbar ist auch, die Zahlung des Betreuungsgeldes an Bedingungen zu knüpfen. Z. B. könnte man die Sprachentwicklung des Kindes in einem gewissen Alter testen und, falls es den Test nicht besteht, das Betreuungsgeld nicht zahlen, um so zu veranlassen, dass das Kind in einen Kindergarten kommt, wo seine Sprachentwicklung von den Kindergärtnerinnen oder anderen Fachkundigen gefördert werden kann.

#### Studien zu wirtschaftlichen, arbeitsmarktpolitischen und verteilungspolitischen Auswirkungen
Das Zentrum für Europäische Wirtschaftsforschung (ZEW) führte im Auftrag des Bundesministeriums der Finanzen eine Untersuchung der fiskalischen Auswirkungen sowie der arbeitsmarkt- und verteilungspolitischen Effekte einer Einführung eines Betreuungsgeldes für Kinder unter 3 Jahren durch.

#### Positionen der Parteien
Das Erziehungsgehalt wird von den Parteien Die Linke, SPD, FDP und Bündnis 90/Die Grünen sowie der Mehrheit und der Leitungsebene der CDU unter Angela Merkel und Ursula von der Leyen abgelehnt. Diese setzen auf andere Formen der Familienförderung (insbesondere Kindergeld und Ausbau von Krippenplätzen). 2007, während der Zeit der großen Koalition auf Bundesebene, vereinbarten Bund und Länder unter Führung von Peer Steinbrück (SPD) und Familienministerin Ursula von der Leyen (CDU) die Einführung eines Rechtsanspruches auf einen Krippenplatz ab 2013. Die CSU konnte sich in diesen Verhandlungen nicht mit ihrer Forderung nach einem Erziehungsgehalt durchsetzen.
Der Vorschlag wurde im Herbst 2007 wieder aufgegriffen; er war innerhalb der CDU/CSU-Fraktion nicht unumstritten.
Die Forderung nach einem Erziehungsgehalt wurde auch von mehreren deutschen Kleinparteien aufgegriffen, unter anderem von der Ökologisch Demokratischen Partei (ÖDP), der Familien-Partei Deutschlands, von den als rechtsorientiert oder rechtsextrem eingestuften Parteien der Republikaner und der Freiheitlich-Deutschen Volkspartei (FDVP) (2003 in die Deutsche Partei übergegangen) sowie von den kirchlich orientierten Parteien Christliche Partei Deutschlands (CPD) (inzwischen der Deutschen Zentrumspartei angeschlossen) und der Bündnis C – Christen für Deutschland (Bündnis C).
Der Koalitionsvertrag zwischen CDU, CSU und FDP bestätigte:

„Um Wahlfreiheit zu anderen öffentlichen Angeboten und Leistungen zu ermöglichen, soll ab dem Jahr 2013 ein Betreuungsgeld in Höhe von 150,- Euro pro Monat, gegebenenfalls als Gutschein, für Kinder unter drei Jahren als Bundesleistung eingeführt werden.“

Jedoch ist im Koalitionsvertrag ein allgemeiner Finanzierungsvorbehalt enthalten.

#### Kosten für Krippenplätze bzw. Betreuungsgeld
Schätzungen von 2007 beziffern die Kosten für den Ausbau der Krippenplätze in dem Fall, dass ein Drittel der Kleinkinder einen Krippenplatz erhalten kann, auf 10 Milliarden Euro sowie weitere 5 Milliarden Euro jährlich für die Betriebskosten. Ein Betreuungsgeld von 100 Euro monatlich für jede Nichtinanspruchnahme eines Krippenplatzes wurde 2007 mit 1,45 Milliarden Euro jährlich beziffert. Hierbei nicht eingerechnet sind die Effekte auf die Rentenkasse (die Erziehungszeit soll höher als bisher bewertet werden).
Im April 2012 brachte die Koalition eine Anrechnung des Betreuungsgeldes auf Leistungen aus Hartz IV in die Diskussion ein, ähnlich wie sie beim Kindergeld und seit 1. Januar 2011 beim Elterngeld erfolgt, wodurch Arme faktisch kein Betreuungsgeld erhalten würden. Beim Erziehungsgeld einiger Bundesländer handelt es sich hingegen um zweckbestimmte Leistungen, die nicht angerechnet werden.

#### Chronologie
Im Februar 2009 einigte sich die Regierung darauf, Eltern, die ihre Kinder nicht in eine Krippe schicken, ein Betreuungsgeld von 2013 an in Aussicht zu stellen. Die Einigung galt als Voraussetzung für die Verdreifachung der Krippenplätze in den kommenden Jahren. Entsprechend dieser Einigung sieht § 16 Abs. 4 SGB VIII vor:

„Ab 2013 soll für diejenigen Eltern, die ihre Kinder von ein bis drei Jahren nicht in Einrichtungen betreuen lassen wollen oder können, eine monatliche Zahlung (zum Beispiel Betreuungsgeld) eingeführt werden.“

In der Begründung des Kinderförderungsgesetzes wurde klargestellt, dass die konkrete Ausgestaltung zum Jahre 2013 geklärt werden solle, der Gesetzgeber dabei aber in seiner Entscheidung frei bleibe (BT-Drs. 16/9299).
Im April 2012 warnten Arbeitnehmer und Arbeitgeber vor einem „arbeitsmarkt- und bildungspolitischen Rückschritt“. Es stellten sich zahlreiche Frauen öffentlich gegen das Betreuungsgeld, darunter Julia Franck, Gesine Schwan, Frauke Ludowig, Uschi Glas, Gerlinde Unverzagt, Maria von Welser, Lisa Ortgies, Necla Kelek, Ingrid Sehrbrock.
Im Mai 2012 gab es Landtagswahlen (im Saarland, in Schleswig-Holstein, in Nordrhein-Westfalen). Das „Erziehungsgehalt“ wurde zum Wahlkampfthema.
Horst Seehofer, CSU-Vorsitzender und bayerischer Ministerpräsident, drohte im April 2012 in einem Interview indirekt mit einem Koalitionsbruch. Zuvor hatten SPD und Grüne mit einer Verfassungsklage gegen einen möglichen Gesetzesentwurf gedroht. Familienministerin Kristina Schröder (CDU) und Justizministerin Sabine Leutheusser-Schnarrenberger (FDP) kündigten weitere Prüfungen an.
Am 12. Juni 2012 brachten die Regierungsfraktionen einen Gesetzentwurf in den Bundestag ein (siehe oben).
Am 14. Juni 2012 appellierten zwölf Frauenverbände in einer gemeinsamen Erklärung an die Koalition, auf das umstrittene Vorhaben zu verzichten. Internationale Erfahrungen hätten gezeigt, dass es Fehlanreize setze. Andere Länder seien deshalb dabei, diese Leistung wieder abzuschaffen. Die Erklärung unterzeichneten
- Arbeiterwohlfahrt Bundesverband (AWO)
- Arbeitskreis Frauengesundheit in Medizin, Psychotherapie und Gesellschaft (AKF)[51]
- Deutscher Frauenrat (ein Dachverband)
- Evangelische Aktionsgemeinschaft für Familienfragen (eaf)[52]
- Pro Familia Bundesverband
- Bundesarbeitsgemeinschaft Elterninitiativen (BAGE)
- Verband alleinerziehender Mütter und Väter, Bundesverband (VAMV)
- Bundesarbeitsgemeinschaft kommunaler Frauenbüros und Gleichstellungsstellen (BAG)
- Verband berufstätiger Mütter (VBM)
- Verband binationaler Familien und Partnerschaften (iaf)
- Deutscher Juristinnenbund
- Zukunftsforum Familie

Auch in der Gruppe der Unionsfrauen in der Bundestagsfraktion gibt es Widerstand. Im Juni 2012 veröffentlichte die OECD eine Studie, nach der das Betreuungsgeld die Integration von Einwanderern erschwert.
Anfang Juni 2012 wurde eine parteiübergreifende Unterschriftenaktion „Nein zum Betreuungsgeld“ gestartet, die im gleichen Monat über 20.000 Unterschriften gesammelt hat. Am 15. Juni 2012 sollte der Bundestag die erste Lesung des Gesetzes beginnen. Weil der Bundestag nicht mehr beschlussfähig war, kam es dazu nicht mehr.
Wenige Tage später erschien der Nationale Bildungsbericht von Bund und Ländern. In ihm warnen Forscher eindringlich vor dem geplanten Betreuungsgeld.
Im August 2012 kündigten 11 Bundesländerminister aus den Reihen der SPD, Grünen und Linkspartei an, sie werden der Einführung eines Betreuungsgeldes im Bundesrat nicht zustimmen. Am 9. November 2012 beschloss der Deutsche Bundestag die Einführung eines Betreuungsgeldes für Kinder zwischen 1 und 3 Jahren ab August 2013. Am 14. Dezember 2012 hat der Bundesrat beschlossen, zu dem Gesetz den Vermittlungsausschuss nicht anzurufen; er hat damit dem Gesetz zugestimmt.
Durch das Gesetz zur Einführung eines Betreuungsgeldes (Betreuungsgeldgesetz – BetrGeldG) vom 20. Februar 2013 wurde das Betreuungsgeld im Bundeselterngeld- und Elternzeitgesetz verankert. Am 1. August 2013 sind die entsprechenden Regelungen in Kraft getreten.

#### Rechtliche Bedenken
In juristischen Fachkreisen werden zudem Bedenken gegen die Verfassungsmäßigkeit des von der Regierungskoalition gewählten Umsetzungsweges erhoben. Danach bestehe weder eine ausschließliche Gesetzgebungskompetenz des Bundes nach Art. 71, 73 des Grundgesetzes (GG), noch eine konkurrierende über Art. 74 Abs. 1 Nr. 7 GG, da es insoweit an einer Erforderlichkeit für die Herstellung gleichwertiger Lebensverhältnisse im Bundesgebiet nach Art. 72 Abs. 2 GG fehle.